# (25016) 1998 QJ4
1998 كيو جاي 4 (ويعرف أيضًا باسم (25016) 1998 كيو جاي 4 وفق تسمية الكوكب الصغير) (بالإنجليزية: 1998 QJ4)‏ هو كويكب ضمن حزام الكويكبات؛ وترتيبه 25016 من حيث الاكتشاف.
اكتُشف هذا الجُرم الفلكي بواسطة جون بروفتون في 18 أغسطس 1998.

## وصلات خارجية
- (25016) 1998 QJ4 في قاعدة بيانات مختبر الدفع النفاث لأجرام النظام الشمسي الصغيرة

- الاكتشاف · مخطط المدار ·  العناصر المدارية · المعلمات المادية

- (25016) 1998 QJ4 على موقع ويكي سكاي: DSS2, SDSS, GALEX, IRAS, Hydrogen α, X-Ray, Astrophoto, Sky Map, Articles and images